# قائمة مواضيع علم الإنسان

## مفاهيم أنثروبولوجية
- حداثة سلوكية
- استعمارية
- ثقافة
- إنتماء عرقي
- السلالة
- تبادل
- عائلة
- دور الجنس
- قرابة وهبوط
- زواج
- نظام سياسي
- عرق
- دين
- تثاقف Transculturation

## حقول واختصاصات أنثروبولوجية
- علم الإنسان الحيوي (أيضاً علم الإنسان الطبيعي)
  - علم الإنسان الجنائي
  - علم النبات القديم
- علم الإنسان الثقافي (أيضاً علم الإنسان الإجتماعي)
  - علم الإنسان التطبيقي
  - دراسات ما بين الثقافات Cross-cultural
  - علم الإنسان السيبري Cyper anthropology
  - علم الإنسان التطويري Development
  - علم الإنسان البيئي Enviromental
  - علم الإنسان الاقتصادي
  - علم الإنسان البيئوي Echological
  - وصف الأعراق البشرية
  - علم موسيقى الشعوب
  - علم الإنسان الطبي
  - علم الإنسان النفسي
  - علم الإنسان السياسي
  - علم الإنسان الديني
  - علم الإنسان العام
  - علم الإنسان المدني
  - علم الإنسان البصري Visual Anthropology
- علم الإنسان اللغوي
  - لسانيات متزامنة (أَو لغويات وصفية)
  - لسانيات متدرجة Diachronic (أَو لسانيات تاريخية)
  - لسانيات عرقية Ethnolinguistics
  - لسانيات اجتماعية Sociolinguistics
- علم آثار